# Сербский культурный клуб
Сербский культурный клуб (серб. Српски културни клуб) — сербская политическая организация патриотической ориентации, основанная в 1937 году в Королевстве Югославия. Организаторами клуба стали образованные сербы со всей страны, взволнованные «все более неравноправным положением сербов в югославском государстве».
Президентом этого неправительственного клуба был академик Сербской академии наук, юрист и историк Слободан Йованович (1869-1958), заместителем председателя — писатель и адвокат Драгиша Васич (1885-1945). В дальнейшем первый из них станет премьером югославского королевского правительства в годы Второй мировой войны, а второй — идеологом Равногорского движения (четников Дражи Михаиловича). Другие руководители Сербского культурного клуба позднее займут видные посты в движении четников: Стеван Малевич, Младен Жуйович, Воислав Вуянац, Воин Андрич, Драгослав Странякович.